# Frenštát pod Radhoštěm město
Frenštát pod Radhoštěm město je železniční zastávka na trati Ostrava – Valašské Meziříčí.
Zastávka byla postavena v centru města, dokončena byla 14. prosince 2014 na popud občanů, kteří na místě stanice vyskakovali z vlaku, když zpomaloval a blížil se k návěstidlu postavenému na stůj. O zastávce se začalo uvažovat, když došlo při vyskakování z vlaku ke zraněním. První plány se objevily v roce 2004. Náklady na výstavbu zastávky se vyšplhaly na více než 11 milionů korun bez DPH, přičemž město Frenštát pod Radhoštěm se na stavbě podílelo částkou až 2,5 milionu.